# Шевелёв, Иосиф Шефтелевич
Ио́сиф Ше́фтелевич Шевелёв (22 января 1924, Витебск — 14 мая 2023, Кострома) — советский архитектор-реставратор. Почётный член Российской академии архитектуры и строительных наук (2005). Академик Нью-Йоркской академии наук (1995). Заслуженный архитектор Российской Федерации (1996). Почётный гражданин Костромы (1999).

## Биография
Родился 22 января 1924 года в городе Витебске, Белорусской ССР в еврейской семье.
С 1941 года после окончания девяти классов Гомельской средней школы и начала Великой Отечественной войны, был записан добровольцем в истребительный батальон. С 6 июля 1941 года участник Великой Отечественной войны в составе Гомельского полка народного ополчения, 19 августа 1941 года был ранен. С 1941 года участвовал в боях под Гомелем, с 1942 по 1943 годы под Смоленском и Подмосковьем, с 1944 года в Прибалтике, с 1944 по 1945 годы в — Польше и Германии. С 1941 по 1945 годы служил: рядовым, гвардии лейтенантом — командиром взвода автоматчиков моторизированного батальона автоматчиков, гвардии старшим лейтенантом — помощником начальника штаба моторизированного батальона автоматчиков 220-й гвардейской отдельной танковой бригады. 17 мая 1945 года «за то что командуя взводом автоматчиков проявил доблесть и мужество, ворвавшись с группой бойцов в подвал в котором группа автоматчиков противника вела огонь по нашей пехоте и уничтожил 5 гитлеровцев а трёх взял в плен, во время боя показывал своим подчинённым пример мужества и героизма» был награждён Орденом Красной Звезды. В 1985 году за участие в войне был награждён Орденом Отечественной войны 1-й степени.
В 1946 году был демобилизован из рядов Советской армии в звании гвардии старшего лейтенанта. С 1947 по 1953 годы проходил обучение на архитектурном факультете Киевского инженерно-строительного института. С 1946 по 1970 годы работал ведущим архитектором Костромской специальной научно-реставрационной производственной мастерской. И. Ш. Шевелёв был одним из создателей Костромского музея-заповедника народного деревянного зодчества, под его руководством и при непосредственном участии были реставрированы многочисленные памятники архитектуры, гражданские и культовых объекты современного строительства, был руководителем экспедиций по выявлению памятников народной архитектуры в Костромской области. С 1971 по 1989 годы работал научным сотрудником в НИИ «Костромагражданпроект».
22 апреля 1996 года Указом Президента России «за заслуги в области строительства и архитектуры» И. Ш. Шевелёву было присвоено почётное звание — Заслуженный архитектор Российской Федерации.
В 1999 году «за выдающиеся заслуги в области образовательной деятельности» И. Ш. Шевелёву было присвоено почётное звание — Почётный гражданин Костромы.
В 2005 году И. Ш. Шевелёв было присвоено почётное звание — Почётный член Российской академии архитектуры и строительных наук.
Скончался 14 мая 2023 года на 100-м году жизни в Костроме. Похоронен на общественном кладбище на Костромской улице.

## Отличия

### Награды
- Орден Отечественной войны I степени (6.04.1985[2])
- Орден Красной Звезды (17.05.1945[1])
- Медаль «За трудовую доблесть»[3]
- Медаль «За победу над Германией в Великой Отечественной войне 1941—1945 гг.»[7]
- Медаль «За взятие Берлина»[8]
- Медаль «За освобождение Варшавы»[3]

### Звания
- Заслуженный архитектор Российской Федерации (1996[4])
- Почётный гражданин Костромы (1999[3])

### Премии
- Премия имени академика Д. С. Лихачева (1998)

## Труды
Монографии
- «Геометрическая гармония» (Кострома, 1963)
- «Логика архитектурной гармонии» (Москва, 1973)
- «Принцип пропорции» (Москва, 1985)
- О формообразовании в природе и искусстве (стр. 6—129 в книге «Золотое сечение : Три взгляда на природу гармонии» / И. Ш. Шевелёв, М. А. Марутаев, И. П. Шмелёв. — Москва : Стройиздат, 1990. — 343 с., ил. — ISBN 5-274-00197-1).